# Ernst von Hügel
Ernst Eugen svobodný pán von Hügel (německy Ernst Eugen Freiherr von Hügel; 26. března 1774, Ludwigsburg – 30. března 1849, Kirchheim pod Teckem) byl württemberský generál a ministr.

## Biografie
Ernst von Hügel byl synem polního zbrojmistra Johanna Andrease von Hügel (1734–1807), který byl roku 1801 povýšen do stavu říšských svobodných pánů. Mladý Hügel vstoupil roku 1785 do württemberské armády, pluku svého otce, a účastnil se tažení v letech 1792–1800.
V roce 1809 se podílel na bitvách u Abensbergu (20. dubna 1809), Landshutu (21. dubna 1809), Eggmühlu (Eggmühl 22. dubna 1809), Aspern (Aspern, 21. a 22. května 1809) i Wagramu (5. a 6. července 1809) a po těchto bojích byl povýšen na generálmajora.
V bitvě u Smolensku (16. až 18. srpna 1812) dobyl Hügel s první pěší brigádou předměstí Smolensku. V boji u Borodina (7. září 1812) se podílel na rozhodujícím útoku na levé křídlo Rusů. Roku 1815 (po württemberském „převlečení kabátu“) byl vojenským komisařem ve vrchním velitelství Wellingtonově. Během mírových jednání byl jmenován vyslancem Württemberského království u spojeneckých vládců v Paříži. Roku 1816 byl Hügel povýšen do hodnosti generálporučíka a současně se stal náměstkem ministra války. Roku 1817 stal se prezidentem válečné rady státu a v letech 1829–1842 byl ministrem války. Od roku 1819 byl doživotním členem horní komory württemberského parlamentu.